# Хасанова, Майна
Майна Хасанова (1903—1943) — героиня Гражданской войны, первая узбечка — боец Красной Армии, разведчица, красный командир.
Полулегендарная личность — она же Захида Хасанова, она же Зайнаб Хисматова, она же Зайнет Хисмитова; известна как «Зебо» («Красавица», узб.) — при многочисленности источников (в основном датируемых 1960-1980 годами) сведения о ней скудны, противоречивы и беллетризированны.

Майна Хасанова. Родилась в 1903 году. Героиня гражданской войны. Известная разведчица Зайнаб, Зохида, Зебо. Член ВЛКСМ с 1918 года. Родилась в бедной крестьянской семье. В рядах Красной Армии участвовала в боях. В 1922 году была захвачена басмачами, её пытали, отрубили левую руку, отрезали грудь и язык. Награждена Орденом Боевого Красного Знамени.
Оригинальный текст (узб.)Ҳасанова Майна. 1903 йилда Ғузорда туғилган. Гражданлар урушининг қаҳрамони, Зайнаб, Зоҳида, Зебо номлари билан машҳур разведкачи, 1918 йилдан ВЛКСМ аъзоси. Камбағал деҳқон оиласида туғилган. ҚиЗил Армия жангларда қатнашди. 1922 йилда босмачилар Ўратепада уни қўлга туширадилар, чап қўли, кўкраклари ва тилини кесиб қийноқ. қа соладилар. Жанговар хизматлари учун Қизил.— журнал «Гулистон», 1987 год

## Биография
Родилась в 1903 году в Бухаре, или в городе Гузаре, или в кишлаке Чакар; Бухарский эмират, Российская империя. Из бедной семьи, рано осталась сиротой, воспитывалась дядей-охотником.
Её рано выдали замуж, она стала десятой женой бека, не выдержав издевательств мужа, убила его и бежала.
В 15 лет оказалась в Кагане — в то время центр революционного движения Бухарского эмирата, где её обучили грамоте, приняли в комсомол. Активистка движения Худжум.
В 1920 году добровольно записалась в Красную Армию, участвовала в боях с басмачами, стала командиром конного отряда полка, слава о ней как об отважной разведчице дошла до командующего Туркестанским фронтом М. В. Фрунзе, который, как утверждается, представил её к Ордену Красного Знамени, иногда указывается, что награждена орденом (среди награждённых до 1926 года ни под одним именем не числится).

В 1921 году в боях против Джунайдханских банд в каракумских пустынях, в прозрачных и пинхонских боях с самаркандскими захватчиками особо отличился отряд разведчиков под командованием Майны Хасановой.
Оригинальный текст (узб.)1921 йилда Қорақум саҳроларидаги Жунайдхон тўдаларига қарши жангларда , Самарқанд босмачилари билан бўлаётган ошкора ва пинҳона курашларда Майна Ҳасанова командирлик қилган разведкачилар отряди.
В одном из резведрейдов в 1922 году её схватили басмачи, пытали, затем бросили изувеченное тело в горах.

...в горах Уратепе. Тяжело раненная, она попала в плен к врагам. Басмачи отрубили ей руку, отрезали язык и варварски надругались над ней. Красная Армия, освободив Уратепе от басмаческих банд, спасла жизнь Зайнаб Хисматовой. За героизм, проявленный в борьбе против басмачества Советское правительство наградило ее орденом Красного Знамени.— Саид Шермухамедов — О национальной форме социалистической культуры узбекского народа. — Издательство Академии наук Узбекской ССР, 1961. — 92 с. — стр. 61

Зайнаб Хисматова, будучи бойцом добровольческого отряда, действовавшего в районе Ходжента и Ура-Тюбе, за отвагу в боях с басмачами, была награждена орденом Красного Знамени. Раненная в одном из боев, она попала в руки басмачей. Никакими пытками басмачи не могли добиться от юной комсомолки сведений о расположении и силах советских отрядов. Басмачи отрезали ей язык, отрубили руки. Только успешное наступление красных частей спасло ее от смерти. Истерзанная девушка была отправлена на лечение в Москву.— История гражданской войны в Узбекистане, Том 2. — М.: Наука, 1970. — 364 с. — стр. 124
После излечения в госпитале в Ташкенте направлена в Москву в Коммунистический университет трудящихся Востока.
Секретарь женской ячейки Кокандского райком комсомола в 1922 году вспоминала о ней:

В нашем общежитии была девушка Зайнаб Хисматова (ее подлинное имя Захида Хасанова), изувеченная басмачами, учинившими над ней зверскую расправу: она не могла говорить, была лишена одной руки да и вторую ей искалечили. Девушка была совершенно беспомощна. Все мы старались облегчить ее существование, по очереди обслуживали её, помогали, чем могли.
Марьям Якубова в мемуарах рассказывает, что училась с ней в середине 20-х годов в университете, и что в 1928 году её здоровье резко ухудшилось и её увезли в лечебницу.

Она была очень смуглая, на лице выделялись редкие веснушки и огромные, черные, тревожно глядящие глаза, затемненные длинной, густой челкой. У нее не было одной руки. Это была красноармейка героиня Майна Хасанова. Говорила она очень плохо, язык ее либо был парализован, либо порезан. Девушки не могли на нее смотреть без слез. Я сразу взяла над ней шефство: хотя и очень переживала за нее, но, глядя на обезображенное лицо, старалась не думать об увечьях. Только мне удавалось понимать ее речь, состоящую из свистящих звуков. Вскоре мы привыкли к ней, она к нам. Я помогала ей одеваться и раздеваться, ее кровать стояла рядом с моей. … Даже хворая, калека, она была необычайно собрана, серьезна и как-то уверенно спокойна. Когда Майну привезли к нам, ей было от силы лет двадцать пять. В 1928 году здоровье её резко ухудшилось, её увезли в лечебницу. 
Дальнейшая судьба неизвестна.
В словнике энциклопедии год смерти указан — 1943.

## В культуре
«Велик Алла!

Велик Алла!» -

На минарете пел мулла

Святой напев молитвы краткой.

Презрев домашний произвол,

Зайнет вбежала в «Комсомол»,

Скользнувши в дверь, как тень, украдкой

"Зайнет! Откуда ты, скажи,

Пришла домой без паранджи?"

На фронте — шла она в разведку и в секрет.

И басмачи не раз бранились бранью злобной:

"Поймаем — пуля в лоб! У красных больше нет

Другой разведчицы подобной!"

Рвалася к подвигам — и тем была жива,

Всегда — на скакуне иль полковой двуколке.

И легендарная уже росла молва

О черноглазой комсомолке.
В культуре первоначально образ Зайнаб Хисматовой — Майны Хасановой был создан Демьяном Бедным:

Большим теплом и любовью к женщине советского Востока была согрета поэма Демьяна Бедного «Клятва Зайнет», опубликованная в «Правде» 8 марта 1925 года, в Международный женский день. В основу ее, как сообщал в посвящении сам автор, был положен реальный факт: «Восторженно посвящается тов. Зайнет Хесмитовой».
В 1968 году в Ташкенте была выпущена почтовая открытка посвящённая Майне Хасановой, художник — А. Визель.
В 1971 году писатель Виталий Качаев посвятил её памяти поэму «Майна».
В 1975 году композитор Сабир Бабаев написал музыкальную драму «Майна Хасанова».
В 1977 году писатель Адхам Рахмат написал о её жизни и подвиге пьесу «Мужество».
В конце 1970-х годов ей посвятил серию литографий художник Медат Кагаров.
В 1980 году на «Узбекфильме» снят художественный фильм о Майне Хасановой — «Девушка из легенды».

## Память
В Ташкенте ее именем названа улица — улица им. Майны Хасановой (бывшая Дубовая).
В посёлке Чекар, на берегу реки Кашкадарьи, была установлена стела с её бюстом.
В 1970-е годы в Узбекской ССР проводились женские спортивные соревнования на призы имени Майны Хасановой, её имя носил ряд организаций.